# 西嶋庄次郎
西嶋 庄次郎（にしじま しょうじろう、1912年5月21日 - 2004年（平成16年）12月22日）は口腔解剖学者、大阪大学名誉教授。奈良県生駒郡出身。旧制・大阪府立高津中学校を経て大阪大学卒業。

## 概要
1951年（昭和26年）に大阪大学に歯学部が設立された際、口腔解剖学講座として開設され、1951年（昭和26年）から1976年（昭和51年）まで初代主任教授を務めた。口腔解剖学講座は2000年（平成12年）の大学院部局化に伴い口腔分化発育情報学講座口腔解剖学第一教室となった。1985年（昭和60年）勲三等旭日中綬章受章。
1950年大阪大学医学博士、論文名は「歯牙硬組織缺損の法医学的研究 」。
2004年（平成16年）12月22日、老衰のため92歳で死去。